# Кларк, Уильям (музыкант)
Уильям Кларк (англ. William Clarke; 29 марта 1951, Инглвуд, Калифорния, США — 2 ноября 1996, Фресно, Калифорния, США) — американский блюзовый харпер, вокалист и автор песен. Лауреат Blues Music Awards в номинациях «Альбом современного блюза» (1997), «Песня года» (1991, 1997), «Блюзовый харпер» (1997); номинант Blues Music Awards в номинациях «Блюзовый инструменталист — иной»/«Блюзовый харпер» (1988, 1991), «Исполнитель современного блюза» (1991), «Исторический альбом» (2001). Известен своей выдающейся игрой как на диатонической, так и на хроматической губной гармонике.

## Биография
Уильям Кларк родился в Калифорнии в 1951 году в семье уроженцев Кентукки, переехавших в Инглвуд. В юности он играл на гитаре и барабанах рок-н-ролл, но слушая ранние альбомы The Rolling Stones, пристрастился к блюзу. В 1967 году он начал играть на губной гармонике, и уже с 1969 года выступал в клубах Лос-Анджелеса и пригородах.
В 1977 года он создал дуэт с Джорджем «Гармоника» Смитом, бывшим харпером Мадди Уотерса, и выступал вместе с ним до смерти Смита в 1983 году. В 1977 году за свой счёт записал дебютный EP Blues from Los Angeles, а в 1978 году выпустил альбом Hittin' Heavy на Good Time Records. Эти и ещё несколько альбомов начала 1980-х, выпущенные небольшими компаниями, имели лишь умеренную популярность. Он выступил также как сайдмен на десятке пластинок блюзовых тяжеловесов Западного побережья, таких как Смоуки Уилсон и Шейки Джейк. В 1985—1987 годах он гастролировал вместе с Риком Холстромом.
Первый серьёзный успех пришёл к музыканту с альбомом Tip of the Top 1987 года, и в следующем году Уильям Кларк претендовал на звание лучшего харпера года. Лишь в 1987 году он оставил свою постоянную работу машинистом. Музыкант послал свою демо-запись на Alligator Records, которая предложила ему контракт. В 1990 году на Alligator вышел альбом Blowin' Like Hell, который принёс Кларку в 1991 году вторую номинацию лучшего харпера, номинацию на лучший альбом современного блюза, а песня «Must Be Jelly» стала лауреатом в номинации «Песня года». Billboard назвал альбом «образцом того, какой должна быть современная блюзовая пластинка… сильные, проникновенные мелодии, смелый вокал и изысканная губная гармошка». После выхода альбома последовало заграничное турне Кларка. В первой половине 1990-х Alligator выпустила ещё три альбома Кларка, а сам музыкант активно гастролировал. Выпущенный в 1992 году Кларком альбом Serious Intentions, принес ему премию Australian Blues Award за лучший зарубежный блюзовый альбом года. Chicago Reader написала об альбоме: «Мерцающая, дикая аккордовая игра на гармошке. Он делает бенды с хриплым размахом чикагского джукера… один из самых честных, неприхотливых блюзов, исполняемых сегодня».
Гастрольный образ жизни плохо отразился на здоровье музыканта. После того как он потерял сознание на концерте в Индианаполисе в марте 1996 года, он начал восстанавливать форму, сел на диету и прекратил употреблять алкоголь. Однако это не помогло. Уильям Кларк был госпитализирован непосредственно перед сольным концертом во Фресно, и 2 ноября 1996 года Кларк умер на операционном столе от язвенного кровотечения
На момент смерти постоянно жил в Торрансе с женой, сыном и дочерью.
«Его сочетание традиций чикагского блюза со свингом Западного побережья поставило его в авангард современных исполнителей блюзовой губной гармошки».
«Кларк смешал традиционный чикагский блюз со свингом Западного побережья в сочетании, которое называют „соул-джаз“».
Сам Кларк, признавая влияние джаза на своё творчество, говорил: «Сочетание прослушивания и наблюдения за грувом органных трио [джазовых] под управлением тенора и саксофона оказало неизгладимое влияние на моё музыкальное направление. В своём стиле я добавил хардкорный подход и тон классических чикагских харперов вместе со свингом и высокоритмичным грувом органных трио, и к этому я добавил свой стиль и идеи, и получился звук Уильяма Кларка».

## Дискография
- Blues from Los Angeles EP (выпущен самостоятельно, 1977) под именем Cross Tracks Party Band
- Hittin' Heavy (Good Time, 1978) — с Голливуд Фэтсом
- Blues from Los Angeles (The 1980s) (Hittin' Heavy, 1980)
- Can’t You Hear Me Calling[8] (Watch Dog, 1983; переиздан на Rivera; переиздан на CD Watch Dog, 2011) — с Джуниором Уотсоном
- Smokey Wilson & the William Clarke Band (Black Magic, 1986; перевыпущен в 1990, перевыпущен на CD: Black Magic, 1997)
- Tip of the Top[9] (Satch, 1987; перевыпущен на Double Trouble; перевыпущен на CD: King Ace, 2000; Watch Dog, 2010)
- Rockin' the Boat[10] (Rivera, 1988; перевыпущен на CD: Watch Dog, 2011)
- Blowin' Like Hell[11] (Alligator Records, 1990)
- Serious Intentions[12] (Alligator, 1992)
- Groove Time[13] (Alligator, 1994)
- The Hard Way'[14] (Alligator, 1996)
- Deluxe Edition (Alligator, 1999) — сборник
- Now That You’re Gone (William Clarke 1951—1996) (Watch Dog, 2002)
- Live in Germany (Watch Dog, 2005)
- The Early Years, Volume 1: 1978—1985 (Watch Dog, 2006)
- The Early Years, Volume 2: 1985—1991 (Watch Dog, 2006)
- One More Again! (Watch Dog, 2008)
- Double Dealin' (Bluebeat, 2010)
- Live Bootleg Cassette Anthology (Watch Dog, 2010)
- Blues From Los Angeles (1980—1991, Volume 1) (Watch Dog, 2012)
- Blues From Los Angeles (1980—1991, Volume 2) (Watch Dog, 2012)
- Heavy Hittin' West Coast Harp (Bear Family Records, 2019) — сборник